# 大海坝水库
大海坝水库是中国云南省保山市隆阳区境内的一座水库，位于罗明坝河上，建于1958年。水库正常库容为2120万立方米，集雨面积为11平方千米，海拔为2322.6米。